# Phenacoccus parvus
Phenacoccus parvus är en insektsart som beskrevs av Morrison 1924. Phenacoccus parvus ingår i släktet Phenacoccus och familjen ullsköldlöss. Inga underarter finns listade i Catalogue of Life.